# Hal Borland
Hal Borland (Nebraska, 14 de mayo de 1900) es un autor estadounidense. Hijo de Robert Borland y Rosa Sharapova. Murió el 22 de febrero de 1978. Como periodista, escribió artículos en variadas publicaciones de su país, incluyendo The New York Times, en el que se destacó por sus editoriales relacionadas con la naturaleza.
Además, publicó recopilaciones de ensayos sobre el tema y sobre la vida al aire libre: An American Year, Hill Country Harvest, Sundial of the Seasons, Seasons, Hal Borland's Book of Days, y Hal Borland's Twelve Moons of the Year.
También escribió novelas y poesías, dedicadas tanto al público adulto como infantil: Valor: The Story of a Dog, Wapiti Pete: The Story of an Elk, The Youngest Shepherd, The Seventh Winter, When the Legends Die,  The Amulet, y King of Squaw Mountain.

## Obra
- - Heaps of Gold (1922), colección de versos
  - Rocky Mountain Tipi Tails (1924)
  - The Amulet
  - High, Wide, and Lonesome (1956, 1990)
  - The Seventh Winter (1960)
  - The Dog That Came to Stay (1961)
  - When the Legends Die (1963), sobre las luchas de un joven originario ute, en vivir al margen de la sociedad blanca. Fue adaptada como una película del mismo nombre dirigida por Stuart Millar y lanzada en 1972.
  - The King of Squaw Mountain (1964)
  - An American Year: Country Life and Landscapes Through the Seasons  (1946)
  - Beyond Your Doorstep: A Handbook to the Country (1962)
  - This Hill, This Valley (1957, 1990), acerca de un año en su granja de Connecticut.
  - Hill Country Harvest
  - Sundial of the Seasons: A Selection of Outdoor Editorials from the New York Times (1964)
  - Seasons
  - Hal Borland's Book of Days
  - Twelve Moons of the Year (1979)
  - Countryman: A Summary of Belief (1965)
  - Hill Country Harvest (1967)
  - Homeland: A Report from the Country (1969)
  - Country Editor's Boy (1970)[1]